# تمساح راو
تمساح راو (الاسم العلمي:†Rauisuchus) هو جنس زاحف يتبع فصيلة تماسيح راو من الأركوصورات القاعدية المنقرضة التي عاشت في ما هو الآن حديقة جيولوجية في باليوروتا، البرازيل خلال فترة الثلاثي الأوسط (240-230 مليون سنة). يضم نوع وحيد هو تمساح راو التيرادنتيسي (الاسم العلمي:Rauisuchus tiradentes†). سمي هذا الجنس تكريماً لجامع الأحافير الدكتور ويلهلم راو. ينتمي تمساح راو إلى مجموعة من الزاوحف الأرضية المرتبطة بالتماسيح الحالية. وكانت هذه الزواحف من بين أشرس الحيوانات المفترسة في زمانها إذ كانت تأكل الزواحف الأخرى وربما تصيدت أول ما ظهر من الديناصورات. نما تمساح راو إلى طول 4 أمتار وكان عرضه 90 سم عند الوركين. وكان يزن حوالي 250 كيلوغرام.